# Carlos Jiménez Macías
Carlos Martín Jiménez Macías (San Luis Potosí, San Luis Potosí; 1 de mayo de 1950) es un político mexicano, miembro del Partido Revolucionario Institucional. Fue cónsul general de México en Chicago, Illinois. Ha sido diputado federal en tres ocasiones y senador por San Luis Potosí en dos ocasiones.
Es licenciado en Psicología por la Universidad Autónoma de San Luis Potosí. Ha sido diputado federal a la LII Legislatura de 1982 a 1985 por el III Distrito Electoral Federal del Distrito Federal, a la LVII Legislatura, 1997 a 2000, Secretario General de la CNOP de 1995 a 1996 y la LIX Legislatura de 2003 a 2006 y senador por su estado, de 1991 a 1997 y de 2006 a 2012, además ha sido Presidente estatal del PRI en San Luis Potosí.
Senador de la República por el estado de San Luis Potosí a la LX Legislatura del Honorable Congreso de la Unión,  fue elegido por el Pleno del Senado como Presidente de la Comisión de Relaciones Exteriores, Asia Pacífico y como Secretario de la Comisión de Relaciones Exteriores para Europa. Fue integrante, además, de las Comisiones de Relaciones Exteriores y de Desarrollo Social, así como representante del Grupo Parlamentario del PRI en la Comisión Bicameral del Canal de Televisión del Congreso General de los Estados Unidos Mexicanos, de la que fue nombrado Secretario.
Al interior del Grupo Parlamentario del PRI, se desempeñó como portavoz por decisión de sus compañeros Senadores. En su proyección internacional, se desempeñó como Presidente de la Conferencia Parlamentaria de las Américas (COPA) y como Presidente del Foro Parlamentario "El México Migrante".

## Precandidato a Gobernador de San Luis Potosí en 2009
Carlos Jiménez Macías solicitó licencia como senador a partir del 17 de diciembre de 2008 para buscar la candidatura de su partido a Gobernador de San Luis Potosí, debiendo ser sustituido por su suplente, Gerardo Medellín Milán, que sin embargo no fue convocado por no estar en periodo de sesiones el Senado. En el proceso electoral interno celebrado el 18 de enero de 2009 el ganador fue Fernando Toranzo Fernández. El precandidato derrotado, Jiménez, anunció el 26 de enero de 2009 que no impugnaría el resultado.
El 21 de enero de 2009 se reintegró a su cargo de Senador por San Luis Potosí, cargo que desempeñó hasta el 31 de agosto de 2012.